# Marcus Pestana
Marcus Vinícius Caetano Pestana da Silva (Juiz de Fora, 13 de junho de 1960) é um economista, diretor-executivo da Instituição Fiscal Independente (IFI), ligada ao Senado Federal. Foi candidato do PSDB ao governo de Minas em 2022, terminando em 4º lugar na disputa, com apenas 0,56% dos votos.

## Biografia
Foi vereador de Juiz de Fora durante os anos de 1983 a 1988. Foi eleito deputado estadual em 2006. Ficou afastado da Assembleia no período de 2 de fevereiro de 2007 a 9 de outubro de 2008 e no período de 28 de outubro de 2008 a 27 de janeiro de 2010, quando ocupou o cargo de Secretário de Estado da Saúde.

Foi ainda presidente do PSDB-MG entre 2011 e 2013 e deputado federal entre 2011 e 2019. Em 2018, não conseguiu a reeleição ao cargo.
Foi eleito em 2013 pela revista Veja como o segundo melhor deputado federal da Câmara dos Deputados do Brasil.
Em 2014 foi reeleito deputado federal, para a 55.ª legislatura (2015-2019). Votou a favor do processo de impeachment de Dilma Rousseff. Posteriormente, votou a favor da PEC do Teto dos Gastos Públicos. Em abril de 2017 votou a favor da Reforma Trabalhista. Em agosto de 2017 votou contra o processo em que se pedia abertura de investigação do então Presidente Michel Temer, ajudando a arquivar a denúncia do Ministério Público Federal.
Em 2023, desfiliou-se do PSDB e foi indicado e eleito para o cargo de diretor-executivo da Instituição Fiscal Independente do Senado Federal.